# Sergio Jacobini
Sergio Jacobini est un ancien joueur de tennis professionnel italien.

## Carrière
1/8 de finaliste à Roland Garros en 1957, perdu contre Herbert Flam et en 1962 contre Rod Laver l'année de son premier Grand Chelem 4-6, 6-3, 7-5, 6-1.
1er tour à Wimbledon en 1962.
Il a été sélectionné en Coupe Davis pour le Challenge Round (la finale) de 1961 contre l'Australie mais il n'a pas joué. Son nom est gravé sur la Coupe Davis.

## Palmarès
- 1955 : Aix-en-Provence, vainqueur[2].
- 1957 : Menton, finale.
- 1957 : Sofia, vainqueur.
- 1962 : Moscou, finale.